# Millipede
Millipede是一种数据存储于聚合体层上的纳米量级“坑”中的非易失性存储器。这种存储器的读写由基于微机电系统的探针完成。这种存储技术允许每平方英寸上高于1TB的数据存储密度（1GB每平方厘米），是目前可用的磁介质存储设备的4倍。Millipede存储技术被追求作为硬盘驱动器中磁记录的潜在替代品，以及将技术的物理尺寸缩小到闪存介质的一种手段。
IBM在CeBIT 2005上展示了原型Millipede存储设备，并试图在2007年底之前将该技术商业化。然而，由于竞争存储技术的同步进步，此后一直没有可用的商业产品。